# HK ESMERO Skalica
A HK ESMERO Skalica egy szlovák jégkorongcsapat Szakolcán. A klub a másodosztályú TIPOS Slovenská hokejová ligában játszik.

## Története
A csapatot 1936-ban alapították.

### Korábban használt nevek
- 1936 - HK Skalica
- 1947 - Sokol Tekla Skalica
- 1953 - Tatran Skalica
- 1963 - ZVL Skalica
- 1993 - HK 36 Skalica
- 2014 - HK 36 HANT Skalica
- 2016 - HK Skalica

## Helyezések

### Csehszlovákia
1. slovenská národná hokejová liga - 15 szezon
- 4. hely: 1976/77, 1977/78
- 5. hely: 1978/79, 1984/85, 1985/86
- 6. hely: 1974/75, 1980/81
- 7. hely: 1975/76, 1979/80
- 8. hely: 1981/82, 1986/87
- 9. hely: 1982/83, 1983/84
- 11. hely: 1987/88
- 12. hely: 1988/89

2. slovenská národná hokejová liga - 10 szezon
- 1. hely: 1973/74, 1989/90, 1992/93
- 2. hely: 1970/71, 1972/73, 1991/92
- 3. hely: 1971/72
- 5. hely: 1968/69
- 6. hely: 1969/70, 1990/91

### Szlovákia
Szlovák Extraliga - 18 szezon
- 2. hely: 2008/09
- 3. hely: 1998/99, 2007/08
- 5. hely: 1999/00, 2002/03, 2011/12, 2012/13
- 6. hely: 1997/98, 2000/01, 2001/02, 2003/04, 2009/10, 2013/14
- 7. hely: 2010/11
- 8. hely: 2005/06, 2006/07
- 9. hely: 2004/05, 2014/15

Slovenská hokejová liga - 12 szezon
- 2. hely: 1996/97, 2016/17, 2017/18
- 3. hely: 1993/94, 1994/95, 1995/96, 2021/22
- 4. hely: 2018/19, 2019/20
- 6. hely: 2023/24
- 9. hely: 2020/21, 2022/23

## Statisztikák
| Főszezon | Főszezon | Főszezon | Főszezon | Főszezon | Főszezon | Főszezon | Főszezon | Főszezon | Rájátszás                        | Rájátszás                                     | Rájátszás                                        | Rájátszás                       |
| Szezon   | LM       | GY       | GY. H.   | V. H.    | V        | G        | P        | Helyezés | Kvalifikáció                     | Negyeddöntő                                   | Elődöntő                                         | Döntő                           |
| -------- | -------- | -------- | -------- | -------- | -------- | -------- | -------- | -------- | -------------------------------- | --------------------------------------------- | ------------------------------------------------ | ------------------------------- |
| 2022–23  | 46       | 18       | 5        | 4        | 19       | 130-135  | 67       | 7.       | Vereség HC Topoľčany ellen (1-3) | -                                             | -                                                | -                               |
| 2023–24  | 46       | 22       | 4        | 1        | 19       | 149-148  | 75       | 5.       | -                                | Vereség a HK 95 Považská Bystrica ellen (1-4) | -                                                | -                               |
| 2024–25  | 46       | 26       | 5        | 3        | 12       | 182:116  | 91       | 4.       | -                                | Győzelem a HC 19 Humenné ellen (4-1)          | Győzelem a TSS Group Spartak Dubnica ellen (4-3) | Vereség a HC Prešov ellen (1-4) |

## Híres játékosok
- Žigmund Pálffy
- Miroslav Zálešák
- Juraj Mikúš
- Pavol Rybár
- Miroslav Lipovský
- Martin Hujsa
- Vladimír Vlk
- Richard Hartmann
- Tomáš Malec
- Marián Studenič